# Chêne-Sec
Chêne-Sec és un municipi francès situat al departament del Jura i a la regió de Borgonya - Franc Comtat. L'any 2007 tenia 39 habitants.

## Demografia

### Població
El 2007 la població de fet de Chêne-Sec era de 39 persones. Hi havia 12 famílies de les quals 4 eren unipersonals (4 homes vivint sols), 4 parelles sense fills i 4 parelles amb fills.
La població ha evolucionat segons el següent gràfic:
Habitants censats

### Habitatges
El 2007 hi havia 23 habitatges, 18 eren l'habitatge principal de la família, 4 eren segones residències i 1 estava desocupat. 23 eren cases i 1 era un apartament. Tots els 18 habitatges principals que hi havia estaven ocupats pels seus propietaris; 2 tenien dues cambres, 1 en tenia tres, 4 en tenien quatre i 11 en tenien cinc o més. 12 habitatges disposaven pel capbaix d'una plaça de pàrquing. A 9 habitatges hi havia un automòbil i a 5 n'hi havia dos o més.

### Piràmide de població
La piràmide de població per edats i sexe el 2009 era:
| Homes | Edats   | Dones |
| ----- | ------- | ----- |
| 0     | 95 o +  | 0     |
| 0     | 90 a 94 | 0     |
| 0     | 85 a 89 | 0     |
| 2     | 80 a 84 | 0     |
| 2     | 75 a 79 | 2     |
| 3     | 70 a 74 | 1     |
| 2     | 65 a 69 | 1     |
| 0     | 60 a 64 | 4     |
| 0     | 55 a 59 | 0     |
| 1     | 50 a 54 | 1     |
| 2     | 45 a 49 | 2     |
| 1     | 40 a 44 | 2     |
| 1     | 35 a 39 | 0     |
| 2     | 30 a 34 | 0     |
| 2     | 25 a 29 | 2     |
| 1     | 20 a 24 | 0     |
| 4     | 15 a 19 | 2     |
| 1     | 10 a 14 | 4     |
| 2     | 5 a 9   | 4     |
| 1     | 0 a 4   | 1     |

## Economia
El 2007 la població en edat de treballar era de 17 persones, 11 eren actives i 6 eren inactives. De les 11 persones actives 10 estaven ocupades (5 homes i 5 dones) i 1 aturada (1 home). De les 6 persones inactives 4 estaven jubilades i 2 estaven classificades com a «altres inactius».
Activitats econòmiques
L'any 2000 a Chêne-Sec hi havia 4 explotacions agrícoles.

## Poblacions més properes
El següent diagrama mostra les poblacions més properes.